# Frangiskos Papamanolis
Frangiskos Papamanolis OFMCap (griechisch Φραγκίσκος Παπαμανώλης Frangískos Papamanólis; * 5. Dezember 1936 in Ano Syros; † 2. Oktober 2023) war ein griechischer römisch-katholischer Ordensgeistlicher und Bischof von Syros und Santorini sowie Apostolischer Administrator von Kreta. Er war von 2004 bis 2016 Vorsitzender der römisch-katholischen Griechischen Bischofskonferenz.

## Leben
Frangiskos Papamanolis trat am 7. August 1954 in die Ordensgemeinschaft der Kapuziner ein und empfing am 29. April 1962 die Priesterweihe.
Papst Paul VI. ernannte ihn am 27. Juni 1974 zum Bischof von Syros und Milos und zum Bischof von Santorini sowie zum Apostolischen Administrator von Kreta. Der Altbischof von Syros Georges Xenopulos S.J. spendete ihm am 20. Oktober desselben Jahres die Bischofsweihe; Mitkonsekratoren waren Nikolaos Foskolos, Erzbischof von Athen, und Ioannis Perris, Erzbischof von Naxos, Andros, Tinos und Mykonos.
Am 13. Mai 2014 nahm Papst Franziskus seinen altersbedingten Rücktritt an. Auch nach seiner Emeritierung amtiert Papamanolis weiterhin als Vorsitzender der römisch-katholischen Griechischen Bischofskonferenz.
Am 5. Februar 2015 führte Papamanolis die Delegation der römisch-katholischen Bischöfe Griechenlands bei ihrem Ad-limina-Besuch zu Papst Franziskus. Er nahm als Vertreter der Griechischen Bischofskonferenz an den Außerordentlichen Generalversammlungen der Bischofssynode zu Fragen von Ehe und Familie im Oktober 2014 und im Oktober 2015 in Rom teil.